# Walter Harnisch (Journalist)
Walter Harnisch (* 24. Juni 1883 in Berlin; † 10. Mai 1947 in Grafenau (Niederbayern)) war ein deutscher konservativer Journalist, Romanschriftsteller und Teilnehmer am Kapp-Putsch im März 1920. Er schrieb auch unter den Pseudonymen Johannes W. Harnisch und Frank Wedderkopp.

## Herkunft und Ausbildung
Harnisch besuchte in Berlin das Gymnasium und studierte danach an der Universität Jena Rechtswissenschaften und deutsche Literatur und Philologie. Er war „Finkenschaftler“, also Mitglied einer nichtkorporierten, reformorientierten Studentenvereinigung.
Über seine Jugend- und Studentenzeit veröffentlichte er 1909 in der politisch-literarischen Zeitschrift Morgen – Wochenschrift für deutsche Kultur, dem Vorläufer von Nord und Süd, ein selbstironisches Essay „Erlebnisse mit Haeckel“.

## Journalist und politischer Publizist

### Im Kaiserreich
Nach dem Studium begann Harnischs Einstieg in den Zeitungsjournalismus. Ab Herbst 1906 arbeitete er bei der Rheinisch-Westfälischen Zeitung (RWZ) in Essen, einem rechtskonservativen, der Schwerindustrie nahestehenden Blatt. Harnisch galt als tüchtig und gewann bald das Vertrauen von Chefredakteur Heinrich Pohl und des Verlegers Theodor Reismann-Grone, der gemeinsam mit Alfred Hugenberg den Alldeutschen Verband gegründet hatte. Die Linie der RWZ war entsprechend nationalistisch, imperialistisch und teilweise völkisch. Die Zeitung entsandte Harnisch 1907 als Hauptstadtkorrespondent nach Berlin.
Ende 1907 kam es zum Zerwürfnis im Streit um Harnischs Berliner Lebenswandel, Dienstwohnung, Unregelmäßigkeiten der Spesenkasse, ein Arbeitgeberdarlehen sowie um seine publizistische Parteinahme für Maximilian Harden. Nach Harnischs Darstellung kündigte er selbst im Januar 1908, um die Zeitung im Sommer zu verlassen. Im März 1908 beteiligte sich Harnisch am mehrtägigen Journalistenstreik im Reichstag, mit dem die Parlamentskorrespondenten gegen eine Beleidigung („Saubengels“) durch den Zentrums-Abgeordneten Adolf Gröber protestierten. Darüber eskalierte der Streit mit seinem Arbeitgeber noch einmal, so dass er Ende März 1908 telefonisch fristlos entlassen wurde. Da Harnisch seine Entlassung in Journalistenzirkeln einseitig darstellte und dies von einigen Zeitungen berichtet wurde, griff am 15. April 1908 RWZ-Chefredakteur Pohl seinen bisherigen Korrespondenten in einem Leitartikel „In eigener Sache“ frontal an. Harnisch sei in Berlin „vollständig entgleist“. Pohl warf ihm in harten Worten Pflichtverstöße, Vertrauensmissbrauch, Unterschlagung und anderes vor. Harnisch legte seinerseits die Streitpunkte offen und wehrte sich öffentlich in einem ausführlichen Artikel in Hardens Die Zukunft.
Nach seiner Entlassung begann Harnisch vermehrt für Zeitschriften wie Die Zukunft zu schreiben. So verfasste er Beiträge für Eberhard Froweins und Artur Landsbergers Morgen – Wochenschrift für deutsche Kultur und Neue Revue – Wochenschrift für das öffentliche Leben sowie deren gemeinsamen Nachfolger Nord und Süd oder auch für Friedrich Naumanns Die Hilfe oder Rezensionen für Siegfried Jacobsohns Die Schaubühne.
Einer größeren Öffentlichkeit fiel Harnisch als Fürsprecher des Enthüllungsjournalisten Maximilian Harden auf, dem Herausgeber der Wochenschrift Die Zukunft, in der Harden-Eulenburg-Affäre und den nachfolgenden Sensationsprozessen. Unter dem Pseudonym Frank Wedderkopp beteiligte er sich mit zwei Streitschriften – Harden im Recht? (1909) und Harden, Eulenburg und Moltke (1908) an der Harden-Kontroverse, die mit zahlreichen Pamphleten ausgetragen wurde. Die Broschüren wurden selbst Gegenstand der Berichterstattung. Seine Schriften zeugten von detaillierter Kenntnis von Hardens Absichten und seinem Prozessmaterial, da er spätestens ab 1907 mit Harden eng befreundet war. Er ergänzte dies mit Beiträgen in Wochenschriften wie dem Morgen.
Besonders im Morgen veröffentlichte Harnisch um 1908/09 regelmäßig und erreichte dort unter vielen prominenten Autoren ein anspruchsvolles intellektuelles Publikum. Sehr ernste Aufsätze und legere, oft ironische Stücke wechselten einander ab. Im Beitrag „Präventivkriege“ versuchte er beispielsweise differenziert, die Rechtfertigung der „angriffsweise begonnenen Verteidigungskriege“ zu ergründen. Sie seien nicht zu verantworten, wenn sie einer hohlen Prestige-Politik dienten, kein innerer Zwang zu ihnen bestehe und ihre Folgen unkalkulierbar seien. Seine Kolumne „Politisches Glossarium“ griff aktuelle Themen und Begriffe teils satirisch auf. Insbesondere setzte er sich mit dem Journalismus der Kaiserzeit auseinander, etwa in „Reporterpolitik“ mit der Nähe zwischen Journalisten und Politikern. Erkennbar wird eine Positionierung für einen Übergang zum Parlamentarismus und eine Zurückdrängung des Kaisers aus der Regierungspolitik, zudem eine Abgrenzung gegen „demagogischen Radaukonservatismus“. Doch Harnischs Eintreten für eine imperialistische Außen- und Kolonialpolitik, die Interessensphären sicherte und expansiver vorging, ließen ihn allmählich von nationalliberalen Positionen zur äußersten Rechten rücken.
Ab 1910 war Harnisch für einige Jahre Herausgeber und Redakteur der Korrespondenz Deutsch-Uebersee. Dieser Pressedienst verbreitete Mitteilungen und Artikel des Aktionsausschusses der Deutschen Kolonialgesellschaft (DKG), deren Präsident Johann Albrecht Herzog zu Mecklenburg war. Zu dieser Zeit war die DKG eine mitgliederstarke Organisation mit großem Einfluss auf öffentliche Meinung und das Mitte-Rechts-Parteienspektrum. Harnisch machte sich auf dieser Plattform einen Namen. In der politischen Kontroverse um das diplomatische Nachgeben Deutschlands in der zweiten Marokkokrise 1911 veröffentlichte Harnisch seine Broschüre Marokko-Rückzug?, eine scharfe, polemische Abrechnung mit einer aus seiner Sicht zu unentschlossenen Außen- und Kolonialpolitik.
Er vertrat die Position, dass die von Kaiser Wilhelm II. persönlich verfolgte aggressive Kanonenbootpolitik („Panthersprung nach Agadir“) gerechtfertigt war, um Frankreich zur Abtretung eines Kolonialgebiets in Südmarokko zu zwingen. Den deutschen Verzicht nach britischer Intervention, der zum Marokko-Kongo-Vertrag führte, beurteilte Harnisch als Regierungsversagen von Reichskanzler Theobald von Bethmann Hollweg und des Kaisers und verglich die „Agadirschmach“ als diplomatische Niederlage mit der Olmützer Punktation von 1850. Harnischs Pamphlet entfaltete in der deutschen und internationalen Presse ein substanzielles Echo.
Seine Aussagen ließen ihn als Stimme des Alldeutschen Verbandes erscheinen, was Harnisch jedoch nicht recht war. Dabei spielte sicher eine Rolle, dass sein früherer Arbeitgeber RMZ mit dem Verband identifiziert wurde. Im Marokko-Buch distanzierte sich Harnisch im Vorwort (14. August 1911) ausdrücklich: Er sei „kein Alldeutscher“ und verwahre sich gegen eine Vereinnahmung, weil „die alldeutschen politischen Auffassungen und Forderungen zum erheblichsten Teile nicht die meinen sind“. Er habe „mit den Herren nichts zu schaffen, sie nichts mit mir“.
Harnisch trug in Deutsch-Uebersee zur Verschärfung und Polarisierung des Rassismus bei. Beispielsweise trat er im Kontext der Mischehendebatte von 1912 für eine klare Rassentrennung nach dem Vorbild der Buren Südafrikas ein und wandte sich gegen jede „Blutmischung“ zwischen weißen deutschen Siedlern und Indigenen in den deutschen Kolonien. Er unterstützte die Politik des Reichskolonialamts interkultureller Eheverbote und Entrechtung von Mischlingen. Die Reichstagsinitiative von Zentrum und SPD, die diese Politik beenden sollte, nannte Harnisch das „Greisenkind jener vermoderten und verschimmelten Rousseau’schen Wahnideen von der Gleichartigkeit aller Menschen“, die von „der Wissenschaft“ widerlegt seien. Der Staat müsse die Verbindungen „leider tolerieren; niemals aber darf er sie anerkennen, niemals diese Gräuel, die allein die sexuelle Not im einzelnen Falle einmal entschuldbar erscheinen lassen kann, auf die Ehrenstufe der Ehe erheben“, weil der Weiße „an seiner Rasse damit frevelt“.
Ob Harnisch Weltkriegsteilnehmer war, ist nicht bekannt.

### Weimarer Republik
Für Scherls konservative Tageszeitung Berliner Lokal-Anzeiger berichtete Harnisch als Korrespondent ab Februar 1919 von der Weimarer Nationalversammlung. Gemeinsam mit der Zeichnerin Hildegard Arminius legte er im Mai 1919 eines der ersten Bücher überhaupt zu diesem Parlament vor. Skizzen und Stimmungen aus dem Weimar der Nationalversammlung enthielt unterhaltsame Anekdoten, informell–menschliche Beobachtungen und Kurzporträts aus dem Alltag der Politiker, Beamten, Journalisten und Hilfskräfte in Weimar während der Tagungswochen.
Harnisch blieb den nationalkonservativen Kreisen eng verbunden. Dadurch wurde er in den Kapp-Putsch hineingezogen. 1919/20 stand er mit den Organisatoren der Nationalen Vereinigung Max Bauer und Waldemar Pabst in Kontakt und nahm ihren Pressegesprächen mit ausgewählten rechtsorientierten Zeitungen mehrfach teil. Er war auch seit 1909 mit dem Morgen-Mitautor Karl Schnitzler bekannt, der nun die NV-Pressearbeit koordinierte. Harnisch behauptete später, er habe weder die NV gekannt noch von deren Putschvorbereitungen gewusst. Er sei nach Putschbeginn aus journalistischem Interesse in die Reichskanzlei gegangen. Dort wurde er am 15. März 1920 zum „Pressechef“ ernannt: Als Kapps Regierungssprecher leitete er die Vereinigte Presseabteilung der Reichsregierung und stellte sich täglich der Berliner Pressekonferenz, bis die Putschisten am 17. März aufgaben. Er wurde amnestiert, musste jedoch am 9. Dezember 1921 im Jagow-Prozess vor dem Reichsgericht in Leipzig aussagen. Da er als erster Zeuge unmittelbar vor General Erich Ludendorff aufgerufen wurde, wurde in der Presse breit über seine Vernehmung berichtet.
Er hielt sich auf Distanz zu extremistischen Völkischen und Antisemiten. Er trat 1922 sogar vor dem Reichsbund jüdischer Frontsoldaten bei einer Versammlung im Preußischen Herrenhaus in Berlin als Redner auf. Dort kritisierte er den wachsenden Antisemitismus, behauptete aber auch eine Mitschuld der Juden; das beste Mittel gegen Antisemitismus sei es, unzweifelhaft vaterländische Gesinnung zu zeigen. Für diese Äußerungen, die eine Gleichberechtigung als Staatsbürger vom politisch erwünschten Wohlverhalten abhängig machte, wurde er scharf auch von Nichtjuden kritisiert.
In der Weimarer Republik beteiligte sich Harnisch an den polarisierenden Kulturkämpfen und Theaterskandalen. Seine polemischen Leitartikel gegen Bertolt Brechts Drama Baal (1926), Sergej Eisensteins Film Panzerkreuzer Potemkin (1926), Walter Mehrings Der Kaufmann von Berlin (1929 von Erwin Piscator im Theater am Nollendorfplatz, Uraufführung mit SA-Krawallen) gelten heute als repräsentative Beispiele für die konservative Verhöhnung moderner Darstellungskunst in der Bühnen- und Filmkritik.
Seinem Journalistenkollegen Richard May zufolge war Harnisch christliches Ehrenmitglied des Verbands nationaldeutscher Juden. Den Verband hatte Harnischs Chef beim Lokal-Anzeiger, Samuel Breslauer, 1921 mitgegründet; er unterstützte die „nationale Bewegung“ von NSDAP, DNVAP und Stahlhelm und biederte sich der Hitler-Regierung 1933 an.
Über seine Tätigkeit in den 1930er Jahren ist bisher wenig bekannt. Bis mindestens 1935 war Harnisch beim Berliner Lokal-Anzeiger beschäftigt.
Er zog nach Niederbayern um, wo er mehrere Romane verfasste.

## Schriftsteller
Seine Novelle „Du bist Orplid…“ (Dezember 1917) erschien in drei Teilen in der Unterhaltungszeitschrift Die Gartenlaube (Scherl-Verlag). Sie erzählt vom Besuch einer bekannten Theaterschauspielerin in ihrer Heimatstadt Rothenburg ob der Tauber nach langen Jahren in der Ferne. Marga Rotter war, als sie jung war, die altfränkische Kleinstadt zu eng geworden. Sie riss aus und wurde berühmt, sogar mit Gastspielen in New York. Sie kehrt erst zurück, als ihre Eltern gestorben sind. Sie stellt fest, dass ihre Schwester Else ausgerechnet mit dem Mediziner Theo verheiratet ist, den sie vor Jahren auf einer Atlantikfahrt ihres Ensembles als Schiffsarzt eines Hapag-Amerikadampfers kennengelernt hatte. Er rettete sie vor einem Suizid. Zwischen beiden entfaltete sich ein Flirt und eine Reiseaffäre. Sie vergaß ihn nie, sah ihn aber nie wieder. In Rothenburg knistert zwischen Schwager und Schwägerin wieder Leidenschaft. Aber am Ende siegen Pflicht, Disziplin und Moral. Marga Rotter verlässt die Stadt wieder.
Im Februar 1919 veröffentlichte Harnisch in der Literaturzeitschrift Westermanns Monatshefte seine Kriegs-Novelle Der kleine Prinz. In dieser Geschichte kommt der junge Prinz Emich von Daxburg, Spross des (fiktiven) Fürstenhauses Leysenburg–Linningen–Daxburg als Leutnant an die Westfront. Durch seine hochadlige Herkunft fühlt er sich sowohl unter den Truppenführern wie unter den Mannschaften isoliert, bis er sich mit einem Gefreiten anfreundet, dem es ähnlich ergeht: Er ist kein Adliger, aber ein gebildeter Mann, ein Lehrer. Sie teilen Grabenerlebnisse und Kameradschaft. Der Prinz stirbt einen gewöhnlichen Tod unter einer Granate. Harnisch griff die Figur Prinz Emich 1944 wieder auf und entwickelte sie weiter, als er den längeren Roman Der kleine Prinz veröffentlichte.
1919 veröffentlichte Harnisch Der Zerfall. Ein Zeitroman. Das Buch, ein typisches Beispiel für einen der vielen ernüchterten Kriegsromane, dreht sich um ein Einzelschicksal. Er schildert die Eindrücke eines Reserveoffiziers im letzten Kriegsjahr, der in den Stellungen der Schützengräben mit seinen Kameraden bis zum Ende ausharrt. Er erlebt die Auflösungsprozesse hinter der Front, wird mit Rachegelüsten der Belgier konfrontiert und sieht die roten Revolutionäre auftrumpfen. Der Roman arbeitet die Dolchstoßlegende in die Geschichte ein, indem er den Kollaps von Front und Kaiserreich einer durch „Flaumacherei“ und Propaganda vergifteten Mentalität der Massen zuschreibt.
Erst 17 Jahre später publizierte Harnisch einen weiteren Roman. Der König von Lobach : ein Roman aus dem Bayerischen Wald wurde von der Illustratorin Hannah Höch bebildert. Er erschien als Fortsetzungsroman in einigen Zeitungen (1936–38) und anschließend als Buch. Der titelgebende „König von Lobach“ ist der 70-jährige Firmenpatriarch Kirchmayr, der im stillen Lobachteil im Bayerischen Wald fast alles besitzt: die Häuser, die Wälder und Felder, die Glashütte und die Holzfabrik. Allerdings zerfällt sein Königreich. Der Forst ist abgewirtschaftet, die Betriebe stehen still. Kirchmayr hat sich finanziell über den Tisch ziehen lassen und sich zudem jahrelang Neuerungen versperrt. Der Niedergang bringt die umliegenden Dörfer in die Not. Aber der starrsinnige Alte, der ein tragisches Schicksal verdaut, will seinem geschäftstüchtigen Sohn Max noch nicht die Firma übergeben. Der Juniorchef findet Gefallen an einer Urlauberin, der westfälischen Baronin Anselma de la Cruppe. Die Liebesgeschichte, der Vater-Sohn-Konflikt, der Neustart mit Unternehmergeist, die ländliche Gemeinschaft und die bayerische Natur sind die Elemente dieses Heimatromans.
1943 folgte Ein Mann lernt kochen. Fast ein Roman. Von Dipl.-Ing. R. Grote selbst erzählt und ein Jahr später der Roman Der kleine Prinz.
Lyrik ist von Harnisch nicht bekannt außer einem patriotischen Gedicht vom Oktober 1914, das nach der erfolgreichen deutschen Belagerung der Festung Antwerpen erschien, einem im Deutschen Reich gefeierten Propagandasieg. Die Verse General von Beseler vor Antwerpen erschienen zuerst in der Wochenzeitung Der Reichsbote, dann in der Lyriksammlung Deutsche Kriegsklänge, welche Harnischs früherer Chef Johann Albrecht Herzog zu Mecklenburg herausgab. Das Gedicht setzte die Eroberung Antwerpens durch Hans von Beseler in Kontrast zu der erfolglosen Belagerung von Stralsund (1628) durch Albrecht von Wallenstein.

## Werke (Auswahl)

### Persönliches
- „Die Rheinisch-Westfälische und ich“. Die Zukunft 63. Jg., 2. Mai 1908 S. 215–223 [Google Books]
- „Erlebnisse mit Haeckel“. Morgen – Wochenschrift für deutsche Kultur Nr. 9, 25. Februar 1909, S. 329–331 [Internet Archive] [HathiTrust]

### Politik und Wirtschaft
- Marokko-Rückzug? Verlag von Karl Curtius, Berlin 1911 [Google Books 1] [Google Books 2]
- „Mannesmanns“ [Porträt der Industriellen-Familie Mannesmann]. Nord und Süd 34. Jg. Bd. 133. Jg., Nr. 403, April 1910 71–73 [Internet Archive]
- „Präventivkriege“. Morgen Wochenschrift für deutsche Kultur, 2. Jg., Nr. 28, 10. Juli 1908, S. 895–899 [Internet Archive]
- „Politisches Glossarium : Reporterpolitik“. Morgen Wochenschrift für deutsche Kultur, 2. Jg., Nr. 41, 9. Oktober 1908, S. 1347–1351 [Internet Archive]
- „Politisches Glossarium“. Morgen Wochenschrift für deutsche Kultur, 2. Jg., Nr. 44, 30. Oktober 1908, S. 1443–1446 [Internet Archive]
- „Des Kaisers Neuestes“. Morgen Wochenschrift für deutsche Kultur, 2. Jg., Nr. 45, 6. November 1909, S. 1475–1477 [Internet Archive]
- „Politisches Glossarium“. Morgen Wochenschrift für deutsche Kultur, 2. Jg., Nr. 49, 4. Dezember 1908 S. 1611–1614 [Internet Archive]
- „Politisches Glossarium“. Morgen Wochenschrift für deutsche Kultur, 2. Jg., Nr. 49, 4. Dezember 1908 S. 1611–1614 [Internet Archive]
- „Lahm : eine Skizze“. Die Hilfe – Zeitschrift für Politik, Wirtschaft und geistige Bewegung 15. Jg., 1909, S. 397–398
- „Zerstörter Schmelz : eine Skizze“. Die Hilfe – Zeitschrift für Politik, Wirtschaft und geistige Bewegung 15. Jg., 1909, S. 763–764
- „Sittlichkeit“ [Glosse]. Neue Revue – Wochenschrift für das öffentliche Leben 3. Jg., 1909, S. 170–172
- „Nachdenkliches über Nachlässiges“. Neue Revue – Wochenschrift für das öffentliche Leben 3. Jg., 1909, S. 255–257
- „Lordmayor von Berlin“ [Glosse]. Neue Revue – Wochenschrift für das öffentliche Leben 3. Jg., 1909,S. 291–293
- „Die Überschwemmten“ [zur Katastrophe in der Altmark]. Neue Revue – Wochenschrift für das öffentliche Leben 3. Jg., 1909, S. 413–415
- „Unser Wissen ist Stückwerk“ [Betrachtung]. Neue Revue – Wochenschrift für das öffentliche Leben 3. Jg., 1909, S. 720–722
- „Herr von Holstein“ [zum Tod des Staatsmanns]. Neue Revue – Wochenschrift für das öffentliche Leben 3. Jg., 1909, S. 751–752
- „Von der Notwendigkeit der Chauvinisten“. Neue Revue – Wochenschrift für das öffentliche Leben 3. Jg., 1909, S. 794–796
- „Die Tennispartie des Kronprinzen“ [Glosse]. Neue Revue – Wochenschrift für das öffentliche Leben 3. Jg., 1909, S. 949–951
- „Das chinesische Märchen“. Die Hilfe – Zeitschrift für Politik, Wirtschaft und geistige Bewegung 17. Jg., 1911. S- 825–826
- Skizzen und Stimmungen aus dem Weimar der Nationalversammlung. Mit Zeichnungen von Hildegard Arminius. Verlag August Scherl, Berlin 1919 [HathiTrust]

### Zum Fall Maximilian Harden
- [Unter Pseudonym: Frank Wedderkopp.] Harden, Eulenburg und Moltke. Hermann Walther Verlagsbuchhandlung, Berlin
- [Unter Pseudonym: Frank Wedderkopp.] Harden im Recht? Eine Betrachtung. Hermann Walther Verlagsbuchhandlung, Berlin 1908 [Volltext-Digitalisat, Staatsbibliothek Berlin]
- „Eine Anfrage / An den Fürsten Eulenburg“. Morgen – Wochenschrift für deutsche Kultur Nr. 8, 21. Februar 1908, S. 239–241 [Google Books]

### Feuilleton
- „Hebbels Drama“ [Rezension Hermann Stodte, Friedrich Hebbels Drama, Wilhelm Violet, Stuttgart 1908], Die Schaubühne SB 04/II, Nr. 31–32, 6. August 1908, S. 112–113 [Internet Archive]
- „Volksfestspiele.“ Die Hilfe 17. Jg. Nr. 2, 1. Dezember 1911, S. 2
- „Bertolt Brechts ,Baal‘“. [Zuerst in: Der Montag 15. Februar 1926] in: Günther Rühle (Hrsg.), Theater für die Republik, 1917–1933: Im Spiegel der Kritik. S. Fischer, Berlin 1967, S. 689
- „Der Blutfilm“. [zu Sergej Eisensteins Panzerkreuzer Potemkin] [Zuerst in: Berliner Lokal-Anzeiger 10. Mai 1926]. Kai Nowak. Projektionen der Moral: Filmskandale in der Weimarer Republik. Wallstein, Göttingen 2015, S. 423

### Romane und Novellen
- „Du bist Orplid…“ [Serie in 3 Teilen, 1. Teil] Die Gartenlaube – Illustriertes Familienblatt Nr. 50, Dezember 1917, S, 923–927 [HathiTrust]
- „Du bist Orplid…“ [2. Teil] Die Gartenlaube – Illustriertes Familienblatt Nr. 51, Dezember 1917, 946–949 [HathiTrust]
- „Du bist Orplid…“ [3. Teil] Die Gartenlaube – Illustriertes Familienblatt Nr. 52, Dezember 1917, 951–955 [HathiTrust]
- Der Zerfall. Ein Zeitroman. Askanischer Verlag, Berlin 1919.
- Der König von Lobach : ein Roman aus dem Bayerischen Wald. Mit Illustrationen von Hannah Höch. Zeitschriftenverlag AG, Berlin 1938.
- „Der König von Lobach“ [1. Folge, Zeitungsserie]. Sächsische Volkszeitung 35. Jg., Nr. 294, 17. Dezember 1936, S. 7 [SLUB Dresden]
- Der kleine Prinz. Roman. Propyläen-Verlag, Berlin 1944.
- Ein Mann lernt kochen. Fast ein Roman. Von Dipl.-Ing. R. Grote selbst erzählt. Ed. Kaiser Verlag, Grosschönau / Böhmisch-Leipa 1943.

### Lyrik
- „General von Beseler vor Antwerpen“. [Zuerst in: Der Reichsbote, 13. Oktober 1914.] In: Johann Albrecht Herzog zu Mecklenburg (Hrsg.), Deutsche Kriegsklänge 1914/15. Verlag von K. F. Koehler, Leipzig 1915, S. 16 [Google Books]